# 华姓
華姓（陰平音或去聲韻，作姓氏使用時不作陽平音。讀作huà/ㄏㄨㄚˋ/waa6，而不讀作huá/ㄏㄨㄚˊ/waa6或huā/ㄏㄨㄚ/waa1）為漢字姓氏之一，在《百家姓》中排名第28位。在當代中國姓氏中排名第196位，人數約占全國人口的百分之零點五（千分之五）。
根據臺灣户政司民國107年（2018年）6月的數據，臺灣華姓人口共有4,288人，為全國姓氏人數排名第154名。

## 起源
子姓
- 出自子姓：西周初，商王之族微子啟被封於商丘，建立宋國。東周初，宋戴公之子好父说食釆於華，其子孫遂以華為氏。

羋姓
- 源於羋姓：秦宣太后同母弟羋戎入秦為官，封華陽君，秦人尊之為華侯，後人遂以華為氏。

姒姓
- 源於姒姓：相傳夏王仲康於西嶽華山封禪，其支系後裔由此以華為氏。大禹之孙仲康曾去华山封禅，居住当地。这支姒姓子孙，以居住地华山为氏，奉仲康为华氏始祖。[2]

滿族
清滿洲八旗姓愛新覺羅氏之後裔有改華姓者；清嶺夷十二地夷人頭目，嘉慶十三年歸附，十六年改流更姓住牧，芭蕉溝夷人為華姓；錫伯族華西哈爾氏，漢姓為華；今滿、蒙古、回等民族有此姓。華姓可能源於满族，出自明、清时期女真诸部，属于以部落名称汉化为氏。据史籍《清朝通志·氏族略·满洲八旗姓》记载：
- 满族阿赉氏：Alai Hala，满族姓氏，满语的意思“桦皮”[來源請求][原創研究？]，世居翁郭罗城（今黑龙江阿城金国上京故城），后多冠汉姓为华氏、阿氏等。
- 满族瑚锡哈哩氏（Husihari Hala），亦称祜什哈礼、瑚克沙哈里，以地为氏，世居瑚锡哈哩（今黑龙江黑河对岸俄罗斯地区）、依兰（今黑龙江依兰）、费尔塔哈（今吉林西南二百五十公里处）、三姓（今黑龙江依兰）。后有赫哲族、锡伯族引为姓氏者。满族、赫哲族、锡伯族瑚锡哈哩氏，在清朝中叶以后多冠汉姓为华氏、严氏、关氏、胡氏、扈氏等。

蒙古族
出自元、明、清时期蒙古诸部，属于汉化改姓为氏。据史籍《清朝通志·氏族略·蒙古八旗姓》记载：
- 蒙古族谟锡哷氏，亦称木华犁氏，世居克什克腾（今内蒙古克什克腾）。后有满族引为姓氏者，满语为MosireHala。蒙古族、满族谟锡哷氏，在清朝中叶以后多冠汉姓为李氏、严氏等。
- 蒙古族扎拉尔氏，亦称扎喇亦尔氏，源出元朝时期蒙古扎剌赤儿部，是元朝著名太师，成吉思汗的四駒木華黎之后裔，以部为氏，世居乌鲁特(今内蒙古兴安盟)、察哈尔（今黑龙江、俄罗斯哈巴羅夫斯克（俄語：Хабаровск）或稱作伯力）。后有达斡尔族、满族引为姓氏者，满语为Jalar Hala，为达斡尔族著姓之一。所冠汉姓为赵氏、严氏、季氏等。
- 蒙古族华努特氏，在清朝末期至民国初期，多冠汉姓为华氏。

## 郡望堂號

### 郡望
- 武陵郡：漢代設置，治所在義陵，故城在今湖南漵浦南。
- 平原郡：漢代設置，治所在平原，故城在今山東平原縣西南。
- 沛郡：西漢為沛郡，東漢為沛國，治所在相縣（故城在今安徽濉溪縣西北）。

### 堂號
- 武陵堂：西漢置武陵郡武陵堂，現湖南省常德市。
- 本仁堂
- 存裕堂
- 詒谷堂
- 享敘堂
- 培元堂
- 壽和堂
- 永思堂
- 享德堂
- 思訓堂
- 慶余堂
- 敦本堂
- 禮耕堂
- 佑啟堂

## 延伸阅读
[在维基数据编辑]
 《百家姓》
 《欽定古今圖書集成·明倫彙編·氏族典·華姓部》，出自陈梦雷《古今圖書集成》